# 宝墩文化
宝墩文化（公元前2500年－公元前1750年）是分布在成都平原的新石器时代文化遗址，与三星堆文化有密切的关系。被考古界认为是成都平原迄今为止被发现的最早的考古学文化。

## 遗址范围
宝墩文化的主要遗址为成都平原史前城址群，由新津宝墩镇、都江堰芒城村、崇州双河村和紫竹村、郫都古城村、温江鱼凫村等座落于成都平原的众多史前遗址群组成，也包括三星堆遗址的第一期。其中宝墩遗址为目前发现的最大的一个，约250万平方米，建立的城墙有卵石覆盖。

## 出土文物

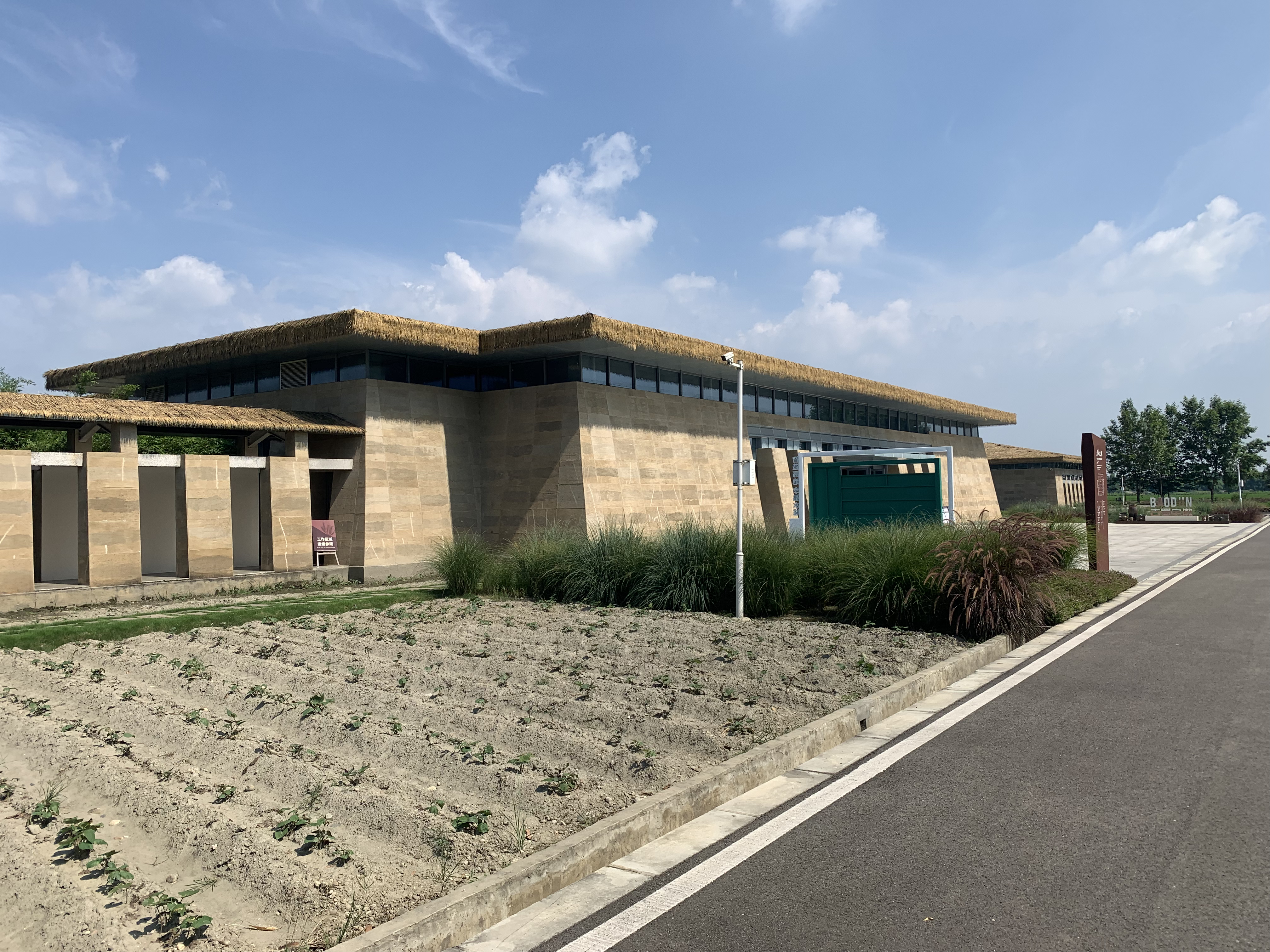
宝墩遗址博物馆

从宝墩遗址出土的文物表明，这一时期的生产工具主要是石器，但也能制作陶器了，主要有绳纹花边陶、敞口圈足尊、喇叭口高领罐、宽沿平底尊等。相对于同时期的其他文化，宝墩文化在陶器制作工艺上有所创新。

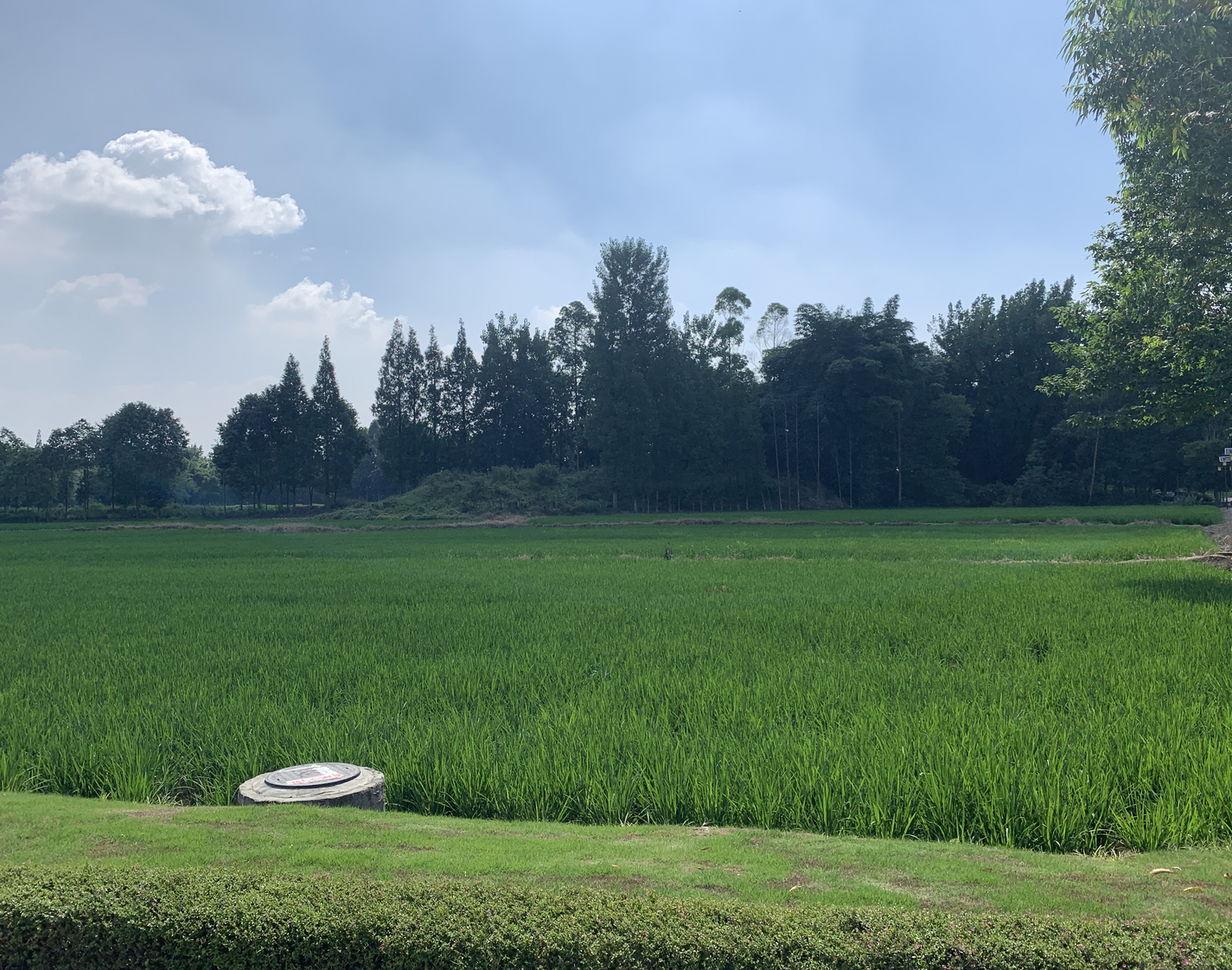
宝墩土城墙遗址
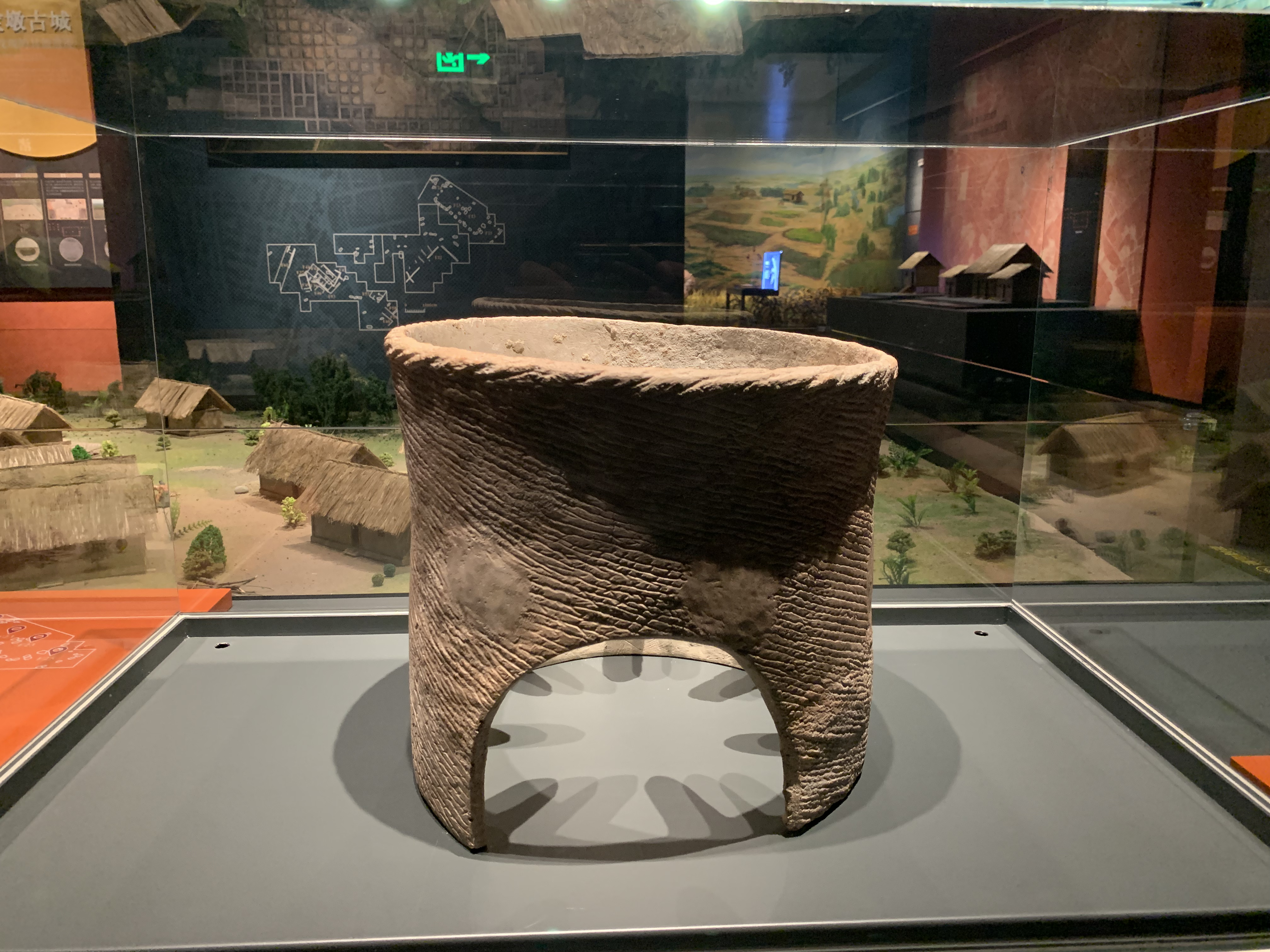
“四川平原第一灶”，藏于宝墩遗址博物馆
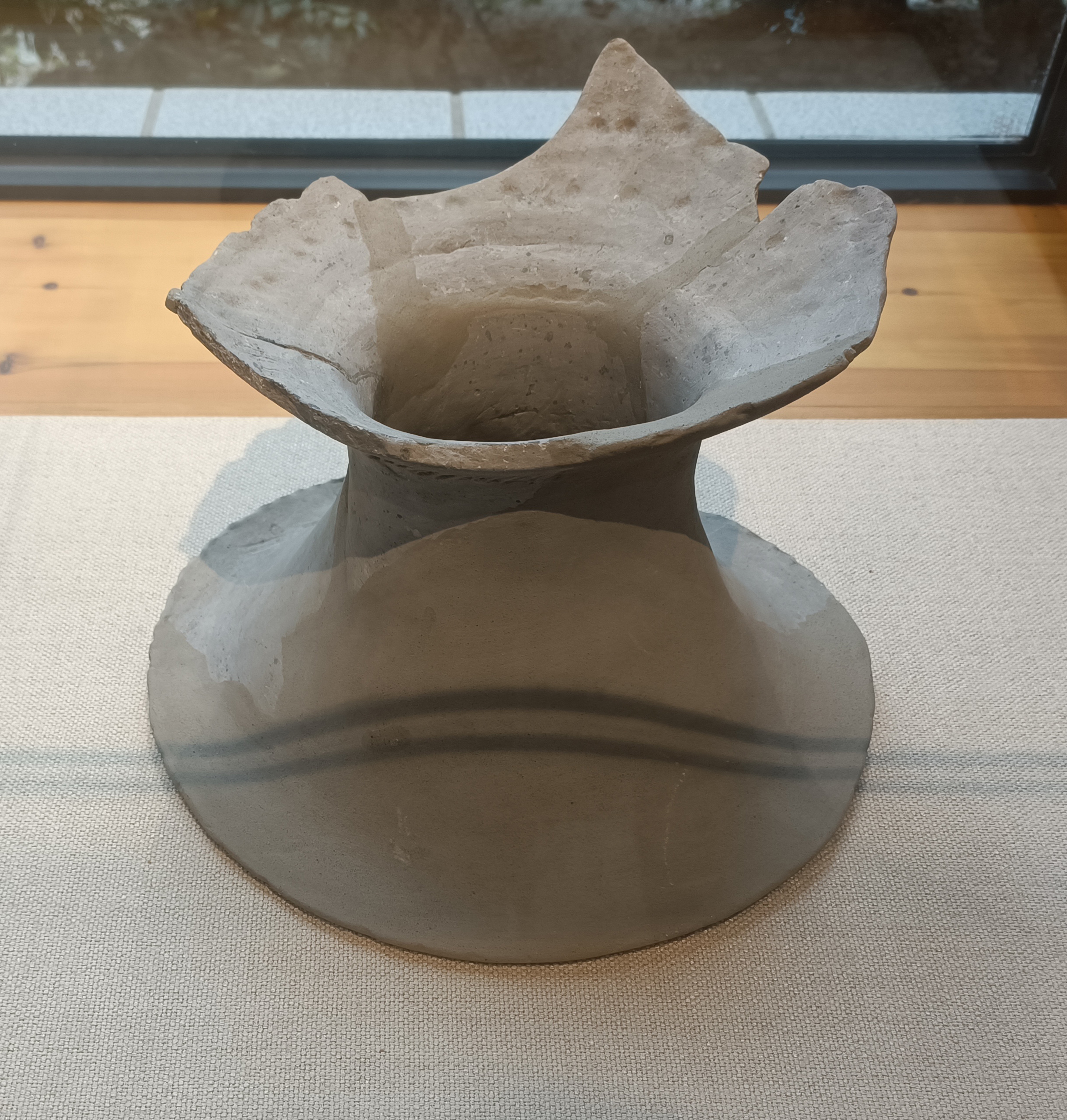
喇叭口高领陶罐，藏于成都隋唐窑址博物馆
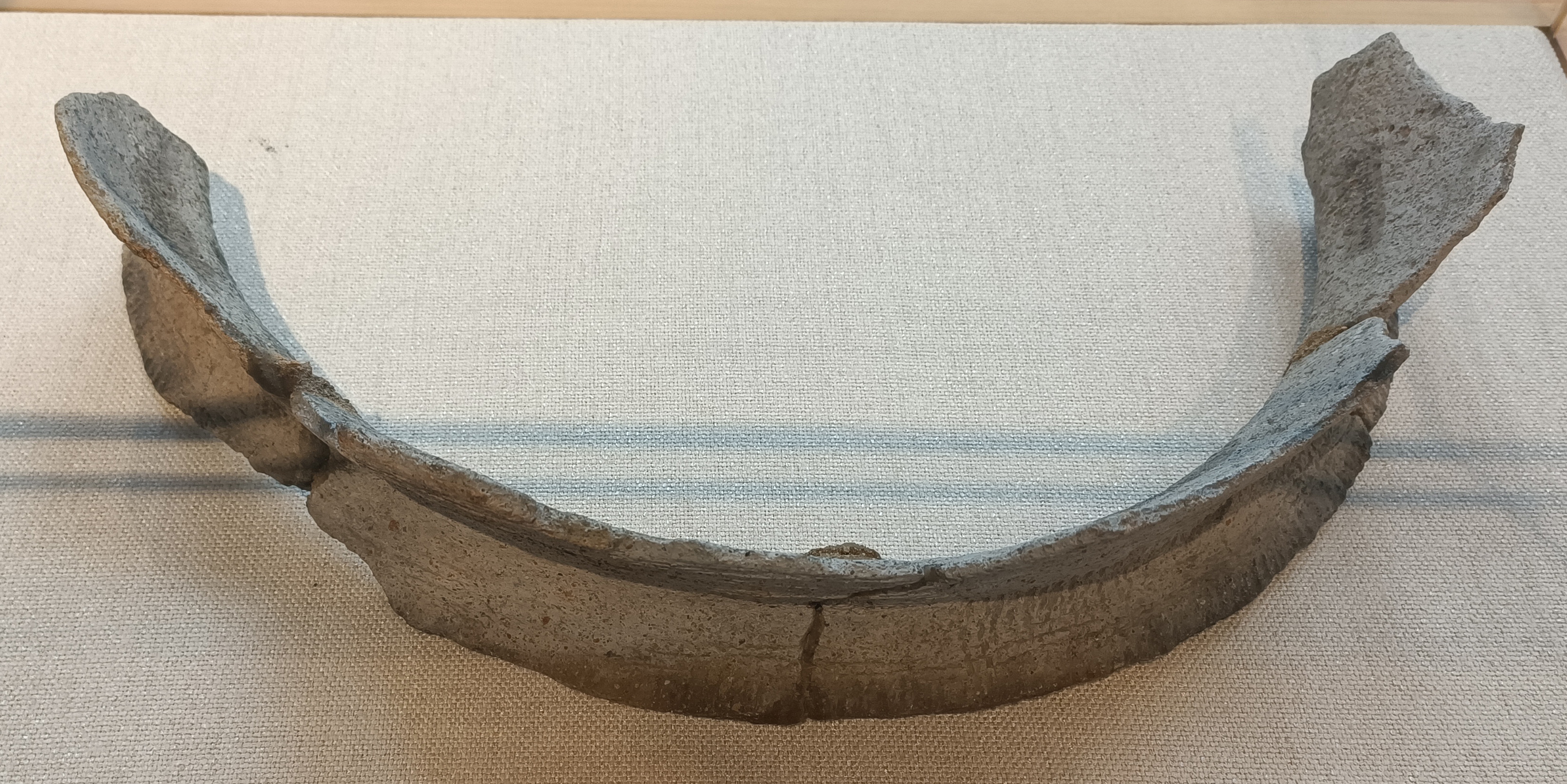
花边口沿陶罐，藏于成都隋唐窑址博物馆
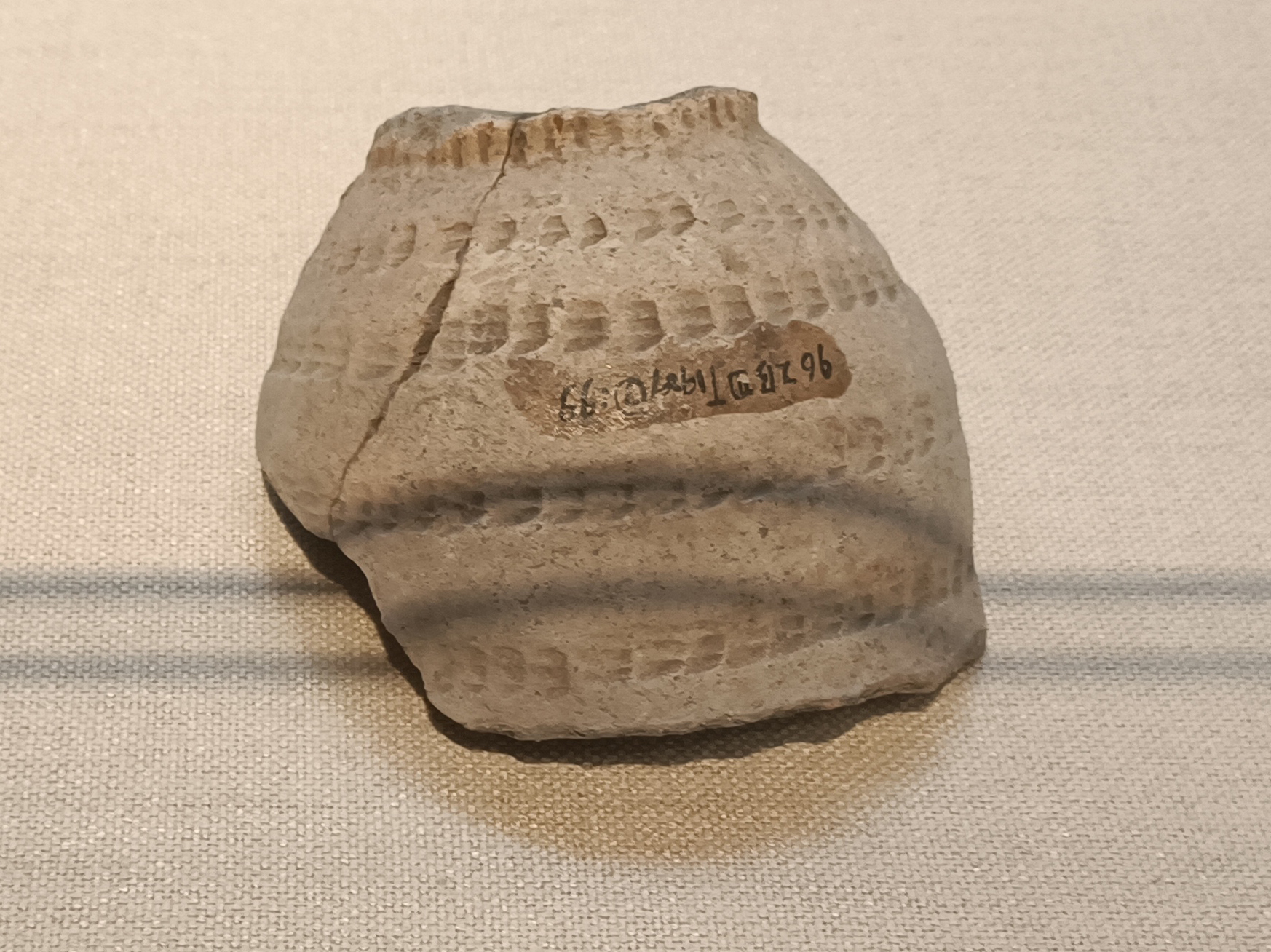
陶尊，藏于成都隋唐窑址博物馆
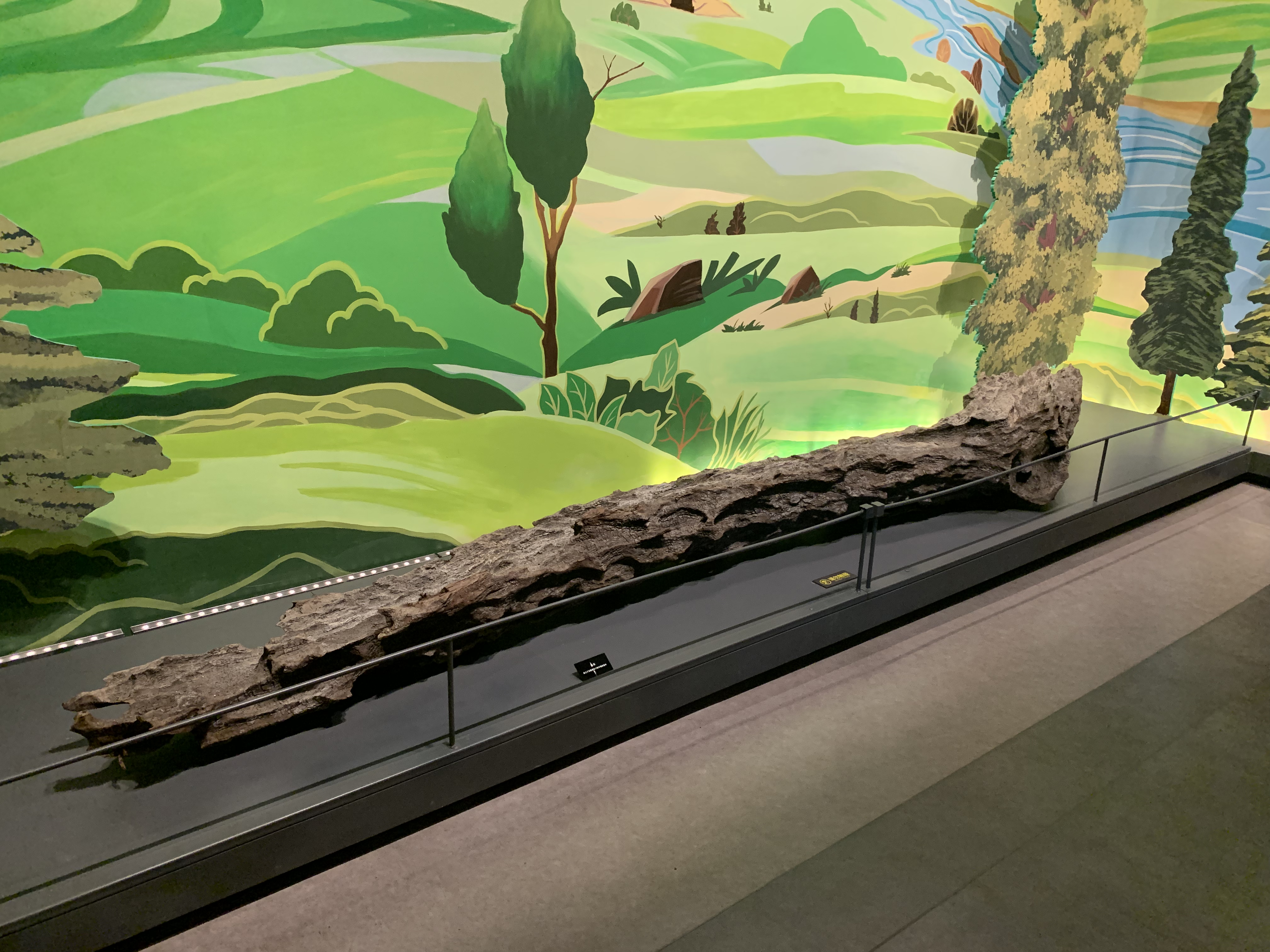
宝墩时期遗留的乌木，藏于宝墩遗址博物馆
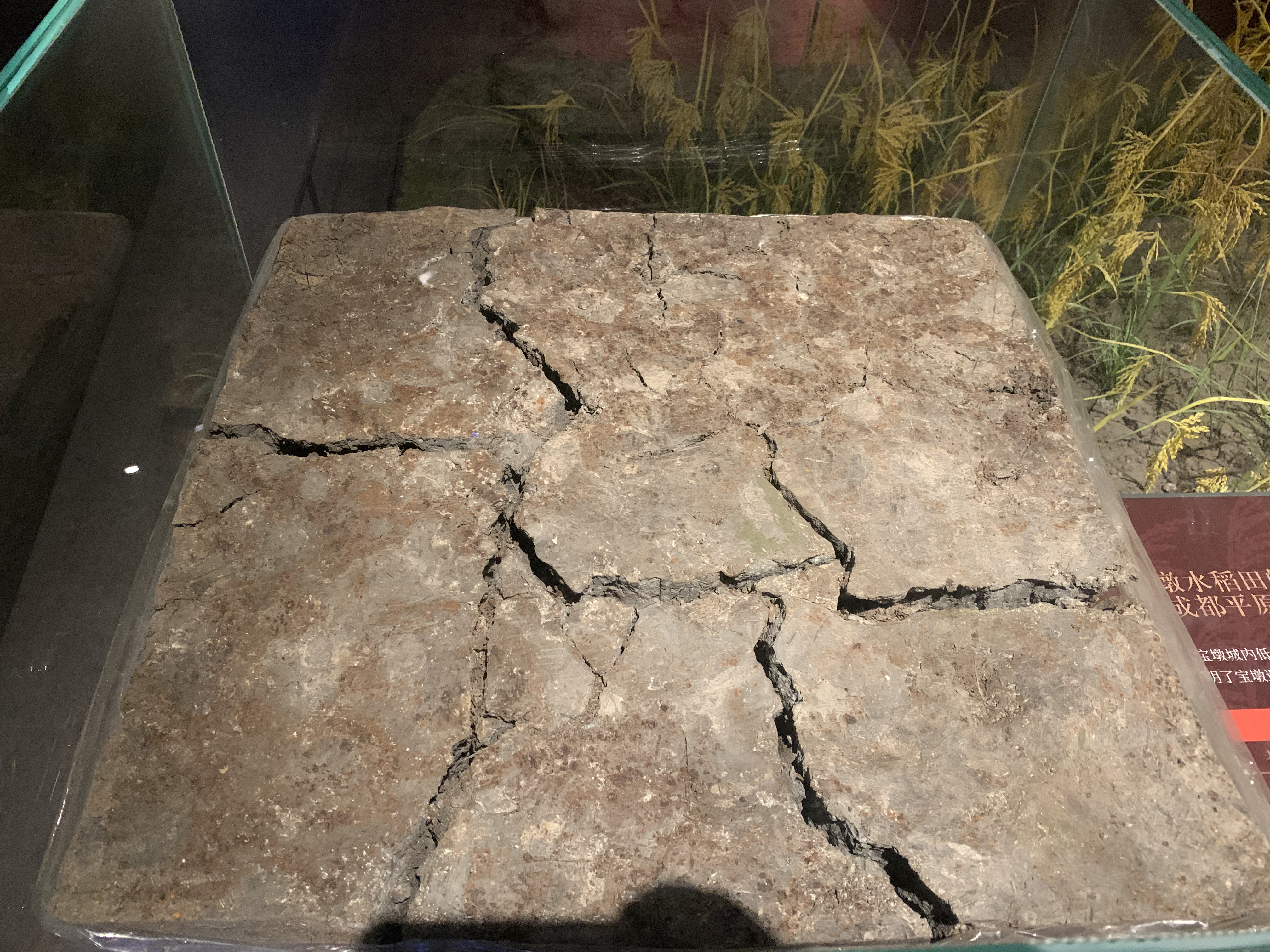
宝墩时期的水稻种植遗存，藏于宝墩遗址博物馆
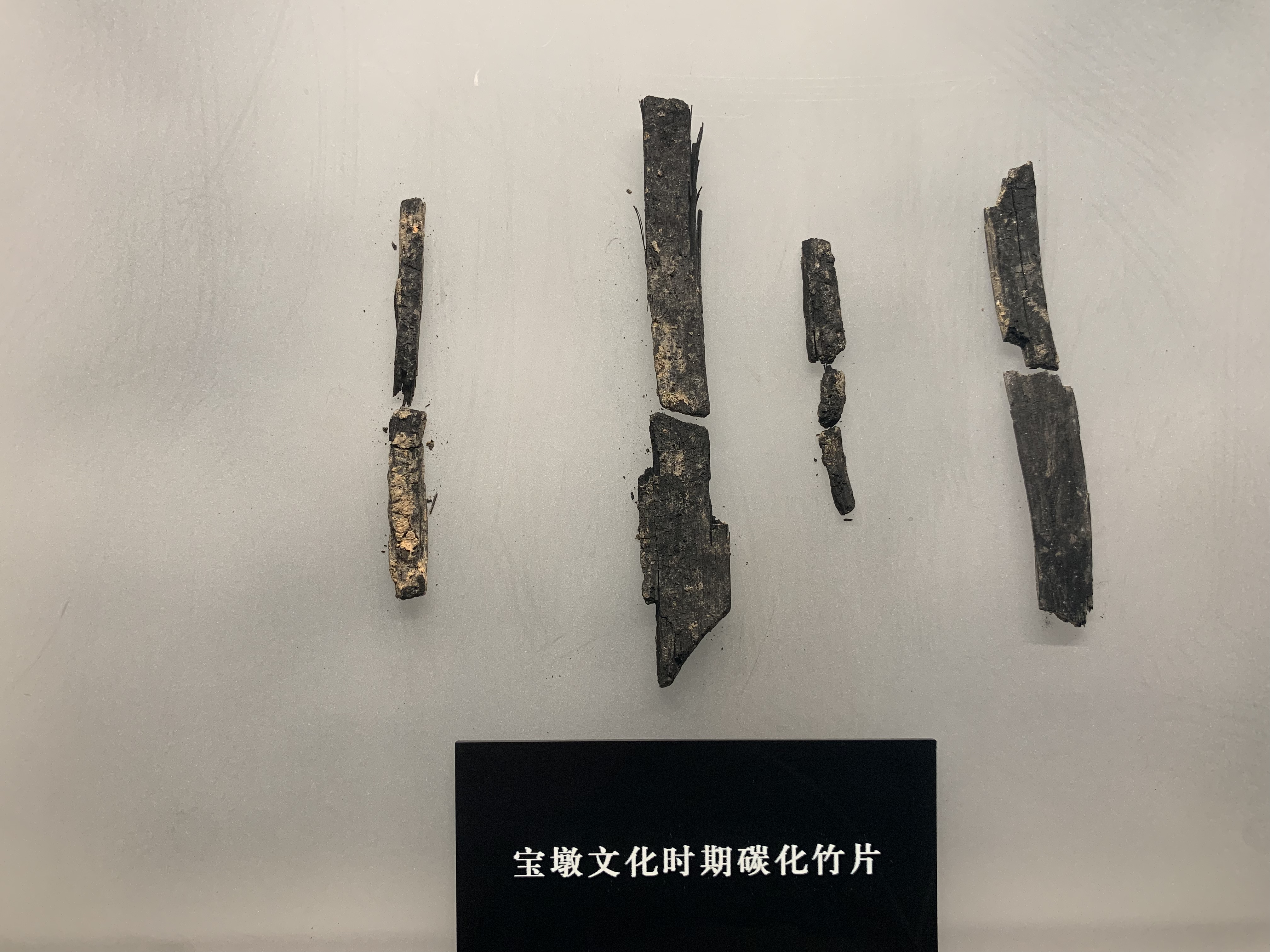
宝墩时期碳化的竹片，藏于宝墩遗址博物馆

## 源流
宝墩文化距今4500年左右，其形制是这一时期成都平原时代最早的古城址的典型代表。一种主流的看法是，宝墩文化可能是由营盘山文化发展而来的。对上述６座古城的发掘与研究证明：它们与三星堆遗址的第一期属于同期文化，并且可与以三星堆古城为代表的夏商时期的三星堆文化或古蜀文明相衔接。